# 天主教波蘭軍中教長區
天主教波蘭軍中教長區（拉丁語：Ordinariatus Militaris Poloniae）是波蘭一個天主教的軍中教長區，直屬聖座，負責牧養信奉天主教的波蘭軍人及其家眷。
波蘭軍中代牧區成立於1919年2月5日。二次大戰期間以及共產黨執政時期被撤銷，1991年1月21日恢復成為教長區。2004年有九十一個堂區、187名司鐸。現任教長為若瑟·古茲代克。